# Verran
Verran este o comună din provincia Nord-Trøndelag, Norvegia.